# 第二野村ビルディング
第二野村ビルディング（だいにのむらビルディング）は大阪府大阪市中央区備後町二丁目に所在する、1973年竣工の建築物である。この項目では、同地に1921年から1972年まで存在した（初代）第二野村ビルヂングについても記す。

## 沿革
- 1920年（大正9年）2月15日 - のちの（初代）第二野村ビルヂングの建物が白木屋呉服店大阪支店として起工
- 1921年（大正10年）
  - 9月30日 - 白木屋呉服店大阪支店が竣工[1]。
  - 9月30日 - 白木屋呉服店大阪支店が開店[2]。
- 1932年（昭和7年）7月31日 - 白木屋大阪支店が閉店[3]。

- 1934年（昭和9年） 
  - ？月？日 - 白木屋閉店
  - 6月 - 改造工事着工
  - 11月29日 - 野村合名会社が建物を買収
- 1935年（昭和10年）3月 - 改造工事竣工、（初代）第二野村ビルヂングとして運用
- 1945年（昭和20年）3月13日 - 空襲を受ける。
- 1969年（昭和44年） - （旧）第二野村ビルヂングに隣接して備後町野村ビルディング起工
- 1971年（昭和46年）2月18日 - 備後町野村ビルディング竣工
- 1972年（昭和47年）3月8日 - （2代目）第二野村ビルディング起工[4]。
- 1973年（昭和48年）10月19日 - 第二野村ビルディング竣工[4]。

## 第二野村ビルヂング
百貨店・白木屋呉服店の大阪支店店舗として、田中実の設計で、清水組（現・清水建設）により施工された。1920年（大正9年）2月15日に起工、1921年（大正10年）10月1日に竣工した。
1934年（昭和9年）、白木屋百貨店の建物としては運用を終え、同年11月29日野村合名会社がこれを買収。1934年（昭和9年）6月から1935年（昭和10年）3月にかけて事務所用途に改造する工事が行われた。改造工事は安井武雄設計で、竹中工務店施工。
内外ともに表装仕上をほとんど剥落撤去した上新たなる様式にし、設備の類は全部撤去した上新設され、「第二野村ビルヂング」と改称の上、野村合名会社の事務所として運用されることになった。改造後は大阪信託（後に野村信託と改称、野村銀行と合併）が入居したので信託ビルなどとも呼ばれた。
1945年（昭和20年）3月13日の米軍による空襲では2階以上が炎上し、戦後復旧された。38年にわたり運用された後、下記の（新）第二野村ビルディング建設のため取り壊された。

## 第二野村ビルディング
1969年（昭和44年）4月21日、（旧）第二野村ビルヂングに隣接した土地において、備後町野村ビルディングの地鎮祭が行われ起工、1971年（昭和46年）2月18日竣工する。
その備後町野村ビルディングを増築するものとして、（旧）第二野村ビルヂングを解体撤去した跡地において、「第二野村ビルディング」が1972年（昭和47年）3月8日起工され、1973年（昭和48年）10月19日竣工した。